# 2-я Туркестанская стрелковая дивизия (1-го формирования)
2-я Туркестанская стрелковая дивизия (2-я Тсд) — воинское соединение в РККА Советских Вооружённых Сил с 30.12.1922 года Союза Советских Социалистических Республик.

## История
Приказом войскам Туркестанского фронта N 49 от 26 октября 1919 г. в Самаре из 1 и 2 татарских бригад была сформирована 2 Мусульманская сд, переименованная 24 ноября 1919 г. во 2 Туркестанскую (приказ войскам фронта N 76), с 25 января 1920 г. — 2 Туркестанская сд красных коммунаров (приказ войскам фронта N 6). Одновременно в соответствии с приказом РВС Туркфронта N 11 от 22 ноября 1919 г. о реорганизации войск Туркестанской республики войска Ферганского фронта были сведены в 1 Ферганскую отдельную дивизию, преобразованную 22 декабря 1919 г. во 2 Туркестанскую сд. По приказу РВС Туркфронта N 238 от 25 апреля 1920 г. был создан Военный совет дивизии на правах армейского командования с подчинением ему всех управлений военного ведомства и частей, находившихся на территории Ферганской области. В июне 1920 г. Управление и части 2 Туркестанской сд красных коммунаров были переброшены в Фергану и слиты со 2 Туркестанской сд.
В связи с активизацией басмаческого движения из Военного совета 2 Туркестанской сд был образован Военный совет (позднее РВС) Ферганской области, а из войск, расположенных на территории Ферганской области, была образована Ферганская армейская группа. Первоначально в состав армейской группы входили 2 Туркестанская сд и 3 Туркестанская кд. Ввиду переброски частей и Управления 2 Туркестанской сд из Ферганы в Семиреченскую область функции Управления Ферганской армейской группы были возложены на Управление прибывшей 3 Туркестанской сд. В связи с реорганизацией войск Туркестана приказом войскам фронта N 567/344 от 4 мая 1921 г. Управление 3 Туркестанской сд было переименовано в Управление 2 Туркестанской сд с исполнением функций Штаба Ферганской группы войск. Управление бывшей 2 Туркестанской сд было использовано для формирования Штаба войск Семиреченской области.
Входила в состав Туркфронта, с июня 1926 г. — в состав Среднеазиатского военного округа.
В начале 1931 г. управление дивизии находилось в г. Фергана.
В 1931 г. дивизия прибыла в Украинский военный округ.
В 1935 г. управление дивизии находилось в г. Белая Церковь.
Приказом НКО N 072 от 21 мая 1936 г. дивизия переименована в 62-ю Туркестанскую стрелковую дивизию.

## Полное название
2-я Туркестанская стрелковая дивизия

## Подчинение
- Туркестанский фронт (1922 — июнь 1926).
- Среднеазиатский военный округ (июнь 1926—1931).
- Украинский военный округ (1931 — 17.05.1935).
- Киевский военный округ (17.05.1935 — июль 1936).
- 8-й стрелковый корпус Киевского военного округа (на 1.07.1935).

## Командование
Командиры (начальники) дивизии:
- Немудров, Гавриил Маркелович (09.1919 — 11.1919)[2]
- Верёвкин-Рахальский, Николай Андреевич (21.12.1919 — 13.06.1920)
- Клементьев, Василий Григорьевич (01.01.1921 — 04.05.1921)[3]
- Тодорский, Александр Иванович (хх.05.1923 — хх.хх.1923)
- Кутяков, Иван Семёнович хх.08.1923—23.05.1924
- Соколовский, Василий Данилович (05.1924 — 09.08.1924)[4]
- Калмыков, Михаил Васильевич (хх.07.1924 — хх.07.1927)[5].
- Казанский, Евгений Сергеевич (01.1926 — 03.1926, врид)
- Васильев, Василий Ефимович (1929—1931).[источник не указан 1200 дней]
- Кузнецов, Василий Иванович (15.11.1931 — 13.12.1934)[6].
- Цветаев, Вячеслав Дмитриевич (11.1929 — 02.1937)[7]. Противоречие в одном и том источнике кто командовал!!!
- Семашко, Валентин Владиславович (10.01.1935 — хх.11.1936) комбриг, с 26.11.1935

Начальники штаба:
- Соколовский, Василий Данилович хх.04.1922—хх.05.1924

## Состав
На 31 июля 1922 г. — 31 декабря 1924 г.:
- Управление дивизии.
- 4-й Туркестанский стрелковый полк.[8],[9]
- 5-й Туркестанский стрелковый полк.[8],[9]
- 6-й Туркестанский стрелковый полк.[8],[9]

На 31 декабря 1924 г.
- Управление дивизии.
- 4-й Туркестанский стрелковый полк
- 5-й Туркестанский стрелковый полк
- 6-й Туркестанский стрелковый полк

На 1931 г.:
- Управление дивизии в г. Фергана.[10]
- 5-й Туркестанский стрелковый полк в г. Фергана.[10]
- 4-й Туркестанский стрелковый полк в г. Коканд.[10]
- 6-й Туркестанский стрелковый полк в г. Андижан.[10]
- 2-й Туркестанский артиллерийский полк в г. Андижан.[10]

На 1.07.1935 г.:
- Управление дивизии в г. Белая Церковь.
- дивизионные части в г. Белая Церковь.
- 2-й Туркестанский артполк в г. Белая Церковь.
- 4-й Туркестанский стрелковый полк в г. Васильков.
- 5-й Туркестанский стрелковый полк в г. Белая Церковь.
- 6-й Андижанский стрелковый полк в г. Переяславль.

## Боевая деятельность
Дивизия участвовала в борьбе с басмачеством в Фергане (июнь 1920 — февр. 1921): в районах гг. Ош, Наукат, Матчи, Наманган, Уч — Курган -Вуагиль, Курган-Тюбе, Горбуа, Алайской долины, в ликвидации остатков войск Бакича в районе Бахты-Чугучак (Казахстан) (май — июнь 1921).
В 1931 году по указанию ЦК ВКП(б) Реввоенсовет СССР усиливал войска Украинского военного округа соединениями из других военных округов. В числе прибывших дивизий была и 2-я Туркестанская сд.,
1935 год
17 мая Украинский военный округ разделён на Киевский военный округ и Харьковский военный округ. Войска КиевВО дислоцировались на территории Винницкой, Киевской, Одесской, Черниговской областей и Молдавской АССР УССР.
1 июля 2-я Туркестанская сд (территориальная) 8-го стрелкового корпуса (2-я Туркестанская сд, 44-я, 100-я сд) дислоцировалась в следующих гарнизонах:,
- Гарнизон г. Белая Церковь: управление дивизии; дивизионные части: 2-й Туркестанский артполк и другие; 5-й Туркестанский стрелковый полк.
- Гарнизон г. Васильков: 4-й Туркестанский стрелковый полк.
- Гарнизон г. Переяславль: 6-й Андижанский стрелковый полк.

1936 год
1 января численность дивизии 1992 человек.
В июле дивизия переименована в 62-ю Туркестанскую стрелковую дивизию.

## Известные люди, связанные с дивизией
1. Яцун, Андрей Глебович (1899—1965) —  В 1920—1921 гг. служил бойцом и командиром отделения во 2-м Туркестанском артиллерийском дивизионе. Впоследствии, советский военачальник, полковник.
2. Белов, Александр Романович  —  В 1924—1929 гг. служил командиром пулеметного взвода в 5-м Туркестанском Краснознаменном стрелковом полку, командиром роты 4-го Туркестанского стрелкового полка. Впоследствии, советский военачальник, генерал-майор.
3. Елин, Григорий Ефимович (1903—19??) —  В 1924—1928 гг. служил командиром взвода и врид командира роты в 5-м Туркестанском Краснознаменном стрелковом полку. Впоследствии, советский военачальник, полковник.
4. Курамшин, Михаил Михайлович (1898—1967) —  В 1921—1925 гг. служил комроты, батальона, помощник начальника штаба 6 Туркестанского стрелкового полка 2-й Туркестанской дивизии. Впоследствии, советский военачальник, полковник.
5. Супрунов, Митрофан Фёдорович — В 1929—1936 гг.  служил командиром взвода и батареи 4-го Туркестанского стрелкового полка. в городе Коканд. Участвовал в разгроме басмачей, в частности, банды Ибрагим-бека в Туркестане. Впоследствии, советский военачальник, генерал-майор. Впоследствии, советский военачальник, генерал-майор.
6. Федин, Василий Трофимович (1932 —1932) командир роты единоначальник 6-го Туркестанского стрелкового полка, (1930-1932)-врид командира отд. танкового батальона дивизии. Впоследствии, советский военачальник, генерал-майор т/в.